# 킬페리쿠스 2세
킬페리크 2세(Chilperic II, 672~721)는 킬데리쿠스 2세와 그의 반사촌 관계에 있는 아내인 빌리킬드 사이에서 태어난 막내 아들이다. 킬페리크는 715년부터 네우스트리아의 왕으로, 그리고 718년부터는 단독 프랑크인의 왕으로 사망할 때까지 재위하였다.
어린 시절, 그는 가문 내 앙숙들의 위협으로부터 목숨을 구하기 위해 수도원으로 보내졌었다. 그곳에서, 그는 715년에 다고베르트 3세가 사망할 때까지 다니엘이라는 이름으로 자라다가, 43세의 나이에 수도원에서 꺼내져 관습의 일종으로 왕의 신분으로서 네우스트리아 전사들의 방패 위에 올랐다. 그는 수도원에서 킬페리쿠스라는 존호를 부여받았으나, 수도원에서 양육을 받았기에, 그는 킬페리쿠스 1세와는 별다른 연관성이 없었다.
처음에, 그는 피핀 헤르스탈이 지정한 차기 궁재였던 테우토발트에 반대하며 714년에 네우스트리아의 궁재 자리에 오른 라겐프리드의 손아귀에 있던 정치적 도구였던 것으로 보인다. 하지만 킬페리크는 전장에서 항상 군대의 선두에 있는등 타고난 투사이자 지도자였다. 716년에, 그와 라겐프리드는 함께 군대를 이끌고 아우스트라시아로 진격하였고, 그곳에서 테우토발트를 대신하여 온 플렉트루데, 그리고 피핀의 아들인 샤를 마르텔 군대와 충돌하였다. 네우스트리아 측은 또 다른 침공 병력인 프리슬란트인의 왕 레트바트가 이끄는 군대와 동맹을 맺었고, 플렉트루데가 당시 점유하고 있던 쾰른 근처에서 샤를 마르텔 군대와 전장에서 맞붙었다. 킬페리크가 이 전투의 승자였고 샤를은 아이펠의 산악 지대로 퇴각했다. 킬페리크와 라겐프리트는 그 다음으로 쾰른에 있는 자신들의 경쟁자를 사로잡는 쪽으로 방향을 바꿨다. 플렉트루데는 킬페리크를 왕으로 인정하였고, 아우스트라시아의 보물을 넘겨주었으며, 손자의 궁재직에 관한 주장권도 포기하였다.
이 시점에서, 킬페리크에게 악재들이 일어났다. 그와 라겐프리트가 군대를 이끌고 네우스트리아로 돌아가던 중, 샤를이 말메디 근처에서 이들을 기습하였고, 앙벨레브 전투에서 이들 군대를 전멸시켜 패주시켰다. 이후에, 샤를 마르텔은 사실상 무패 전적을 유지하였고 킬페리크의 항전 의지는 네우스트리아 영토에서 벌어진 여러 전투 속에서 꺾이고 말았다.
717년에, 샤를은 네우스트리아로 군대를 이끌고 돌아왔고 캉브레 인근에서 벌어진 벵시에서 승전을 거두며 그의 우세를 확정지었다. 그는 파리로 도주하는 왕과 궁재를 추적하였다가 플렉트루데와 쾰른 측과 협상을 하러 돌아섰다. 협상을 마친 뒤, 샤를 마르텔은 즉시 킬페리크에 대립되는 클로타르 4세를 아우스트라시아의 왕으로 선포하였다. 718년에, 킬페리크는 이에 대응하여 715년 전쟁 중 독립을 이루었던 아키텐 공작 외드 대공과 동맹을 맺었으나, 718년 수아송에서 샤를에게 패하고 말았다. 킬페리크 2세는 외드 공작과 함께 루아르강 이남 지역으로 퇴각했고 궁재인 라겐프리트는 앙제로 몸을 피했다. 얼마 안 되어 클로타르 4세가  718년에 의문사하였다. 그러자 외드 공작은 킬페리크 2세를 샤를 마르텔 측에 넘기고, 그 대신에 샤를은 모든 프랑크족에 대한 킬페리크의 왕권을 인정하고, 왕은 샤를에게 정치적 권력을 이양함과 동시에 전 왕국의 궁재로 승인하기로 하였다 (718년).
719년에, 킬페리쿠스 2세는 공식적으로 전 프랑크인들의 왕으로서 방패 위에 올랐으나, 그는 겨우 1년밖에 못 살았고 그의 후임자들은 '루아 페네앙'(rois fainéant, 허수아비 왕)에 불과했다. 그는 아티니에서 사망했고 누아용에 묻혔다. 킬페리쿠스 2세는 킬데리크 3세의 아버지일 가능성이 있으나 확실하지는 않다.

## 참고 문헌
- Oman, Charles. The Dark Ages, 476–918. London: Rivingtons, 1914.
- Rosenwein, Barbara H. (2009). 《A Short History of the Middle Ages》. University of Toronto.

## 같이 보기
- 클로비스 3세
- 힐데리히 2세
- 힐데리히 3세
- 피핀 2세
- 프랑크의 군주
- 메로빙거 왕조
- 프랑크 왕국